# Diocèse de Tubarão

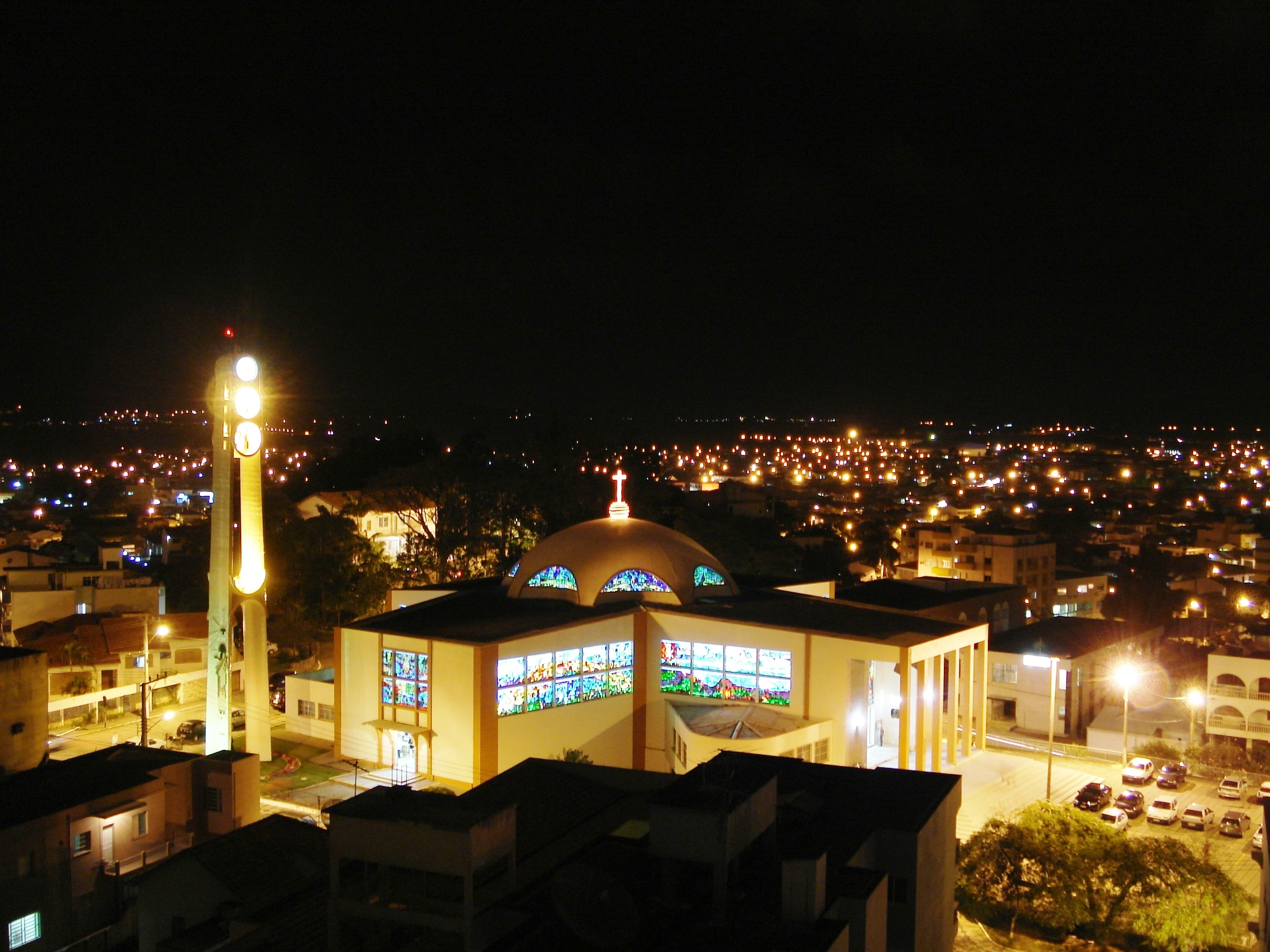
Cathédrale Notre-Dame-de-la-Miséricorde de Tubarão.

Le diocèse de Tubarão (en latin, Dioecesis Tubaraoënsis) est une circonscription ecclésiastique de l'Église catholique au Brésil.
Son siège se situe dans la ville de Tubarão, dans l'État de Santa Catarina. Créé en 1954, il est suffragant de l'archidiocèse de Florianópolis et s'étend sur 4 438 km2.
Son évêque depuis 2023 est Mgr Adilson Pedro Busin, C.S.